# Commodore Cochran
Commodore Shelton „Com” Cochran  (ur. 2 lutego 1902 w Richton w Missisipi, zm. 3 lutego 1969 w San Francisco) – amerykański lekkoatleta, sprinter, mistrz olimpijski z 1924.
Studiował na Mississippi State University. Zdobył wówczas dwa tytuły akademickiego mistrza Stanów Zjednoczonych (NCAA) w biegu na 440 jardów w 1922 i 1923.
Wystąpił w sztafecie 4 × 400 metrów na igrzyskach olimpijskich w 1924 w Paryżu, która zdobyła tam złoty medal ustanawiając wynikiem 3:16,0 rekord świata w tej konkurencji (Amerykanie biegli w składzie: Cochran, William Stevenson, Oliver MacDonald i Alan Helffrich).
Później był trenerem. Trenował m.in. swojego brata Roya Cochrana, który zdobył złote medale na igrzyskach olimpijskich w 1948 w Londynie  w biegu na 400 metrów przez płotki i w sztafecie 4 × 400 metrów.
Rekordy życiowe Cochrana:
| Konkurencja        | Data i miejsce          | Wynik |
| ------------------ | ----------------------- | ----- |
| bieg na 400 metrów | 17 maja 1924, Palo Alto | 48,7  |